# Jardim Europa (Porto Alegre)
O Jardim Europa é um bairro nobre situado na zona norte de Porto Alegre, capital do estado brasileiro do Rio Grande do Sul.
Relativamente novo, o Jardim Europa teve sua criação aprovada pela Câmara Municipal de Porto Alegre em dezembro de 2015, juntamente com a nomeação de outros catorze bairros novos na cidade, e teve seus limites oficializados pela Lei nº 12.112, de 22 de agosto de 2016.
Mesmo sendo um bairro de tamanho reduzido, abrange boa parcela da população de classe alta de Porto Alegre e, apesar de estar localizado a 10 km do Centro Histórico da cidade, possui uma localização privilegiada, com vias principais como a Avenida Nilo Peçanha, a Terceira Perimetral e a Avenida Assis Brasil nas proximidades, que oferecem rápido deslocamento por carro de qualquer ponto do bairro.

## Região de Planejamento e OP
O Jardim Europa está inserido na "Região Geral de Planejamento Dois" (RGP-2), uma das oito Regiões de Gestão do Planejamento de Porto Alegre. Cada região reúne um grupo de bairros com afinidades entre si, com a RGP-2 possuindo dezoito bairros ao todo. 
A RGP-2 abriga três Regiões do Orçamento Participativo (OP) distintas: a "Região Noroeste" (que inclui o Jardim Europa, além de Boa Vista, Cristo Redentor, Higienópolis, Jardim Floresta, Jardim Lindoia, Jardim São Pedro, Passo d'Areia, Santa Maria Goretti, São João, São Sebastião e Vila Ipiranga), a "Região Humaitá / Navegantes" (que inclui os bairros Anchieta, Farrapos, Humaitá, Navegantes e São Geraldo), e por fim a "Região Ilhas" (que engloba o bairro Arquipélago).

## História
A história do Jardim Europa enquanto espaço urbano criado começa, efetivamente, no início da década de 2000, quando uma considerável gleba desocupada e particular de mais de 40 hectares, vizinha do shopping Iguatemi Porto Alegre, próxima do Porto Alegre Country Club e circundada por importantes avenidas, recebeu um grande projeto imobiliário das construtoras Goldzstein  e Condor, que prometeram o "primeiro bairro planejado de alto padrão" na cidade, destinado à classe A. 
Na época, a gleba pertencia aos limites de três bairros diferentes: Boa Vista, Passo d'Areia e Vila Ipiranga, não constituindo então um "bairro" oficial da cidade, o que só veio a acontecer na prática em dezembro de 2015, com a aprovação da "Emenda 9" , de autoria da vereadora Mônica Leal (PP). No ano seguinte, foi promulgada a Lei nº 12.112, de 22 de agosto de 2016, que oficializou a criação do Jardim Europa e reconfigurou os limites dos bairros de Porto Alegre.
O nome "Jardim Europa" foi escolhido pelos empreendedores com a mesma pretensão dos idealizadores do bairro paulistano homônimo, inspirado nas cidades-jardins, com referência ao Velho Continente e exclusivo para camadas sociais de maior poder aquisitivo. No entanto, o Jardim Europa de Porto Alegre diferencia-se do bairro paulistano por ter sido idealizado e concebido já com áreas residenciais totalmente verticalizadas e multifamiliares, e não horizontais e unifamiliares. Todos os condomínios do loteamento oferecem uma ampla infraestrutura interna de lazer aos moradores e são murados e cercados por questão de segurança, o que, para alguns críticos urbanistas, reflete o fenômeno da segregação urbana ou dos "enclaves fortificados".

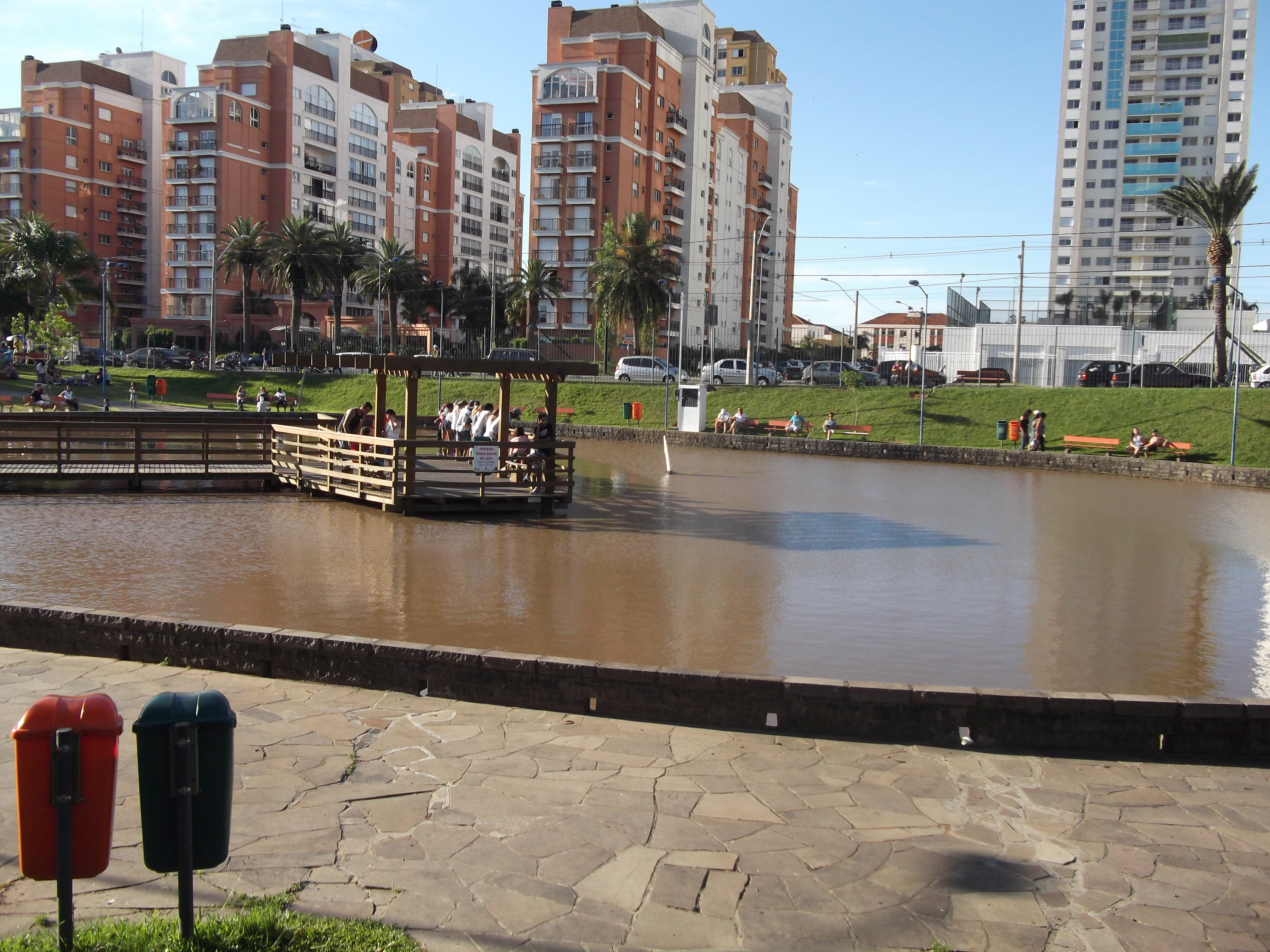
O lago do Parque Germânia, com prédios do Jardim Europa ao fundo.

As negociações entre os empresários do loteamento do Jardim Europa e o poder público municipal começaram em 2002. Uma das exigências legais cumpridas foi a criação de um espaço público, o Parque Germânia, com cerca de 15 hectares (dos 40 hectares da gleba original), como forma de compensação ambiental. O parque, que configura o centro do Jardim Europa, foi entregue à população no aniversário de 234 anos da cidade, sendo um dos poucos espaços urbanos cercados e vigiados na cidade, com horário de abertura e fechamento, mas também uma das áreas verdes mais bem cuidadas. Ele é mantido através de uma parceria entre a prefeitura e a Associação dos Moradores do Jardim Europa (AAJE), sediada na Avenida Ferdinand Kisslinger, n° 399, a qual também promove eventos culturais no bairro.

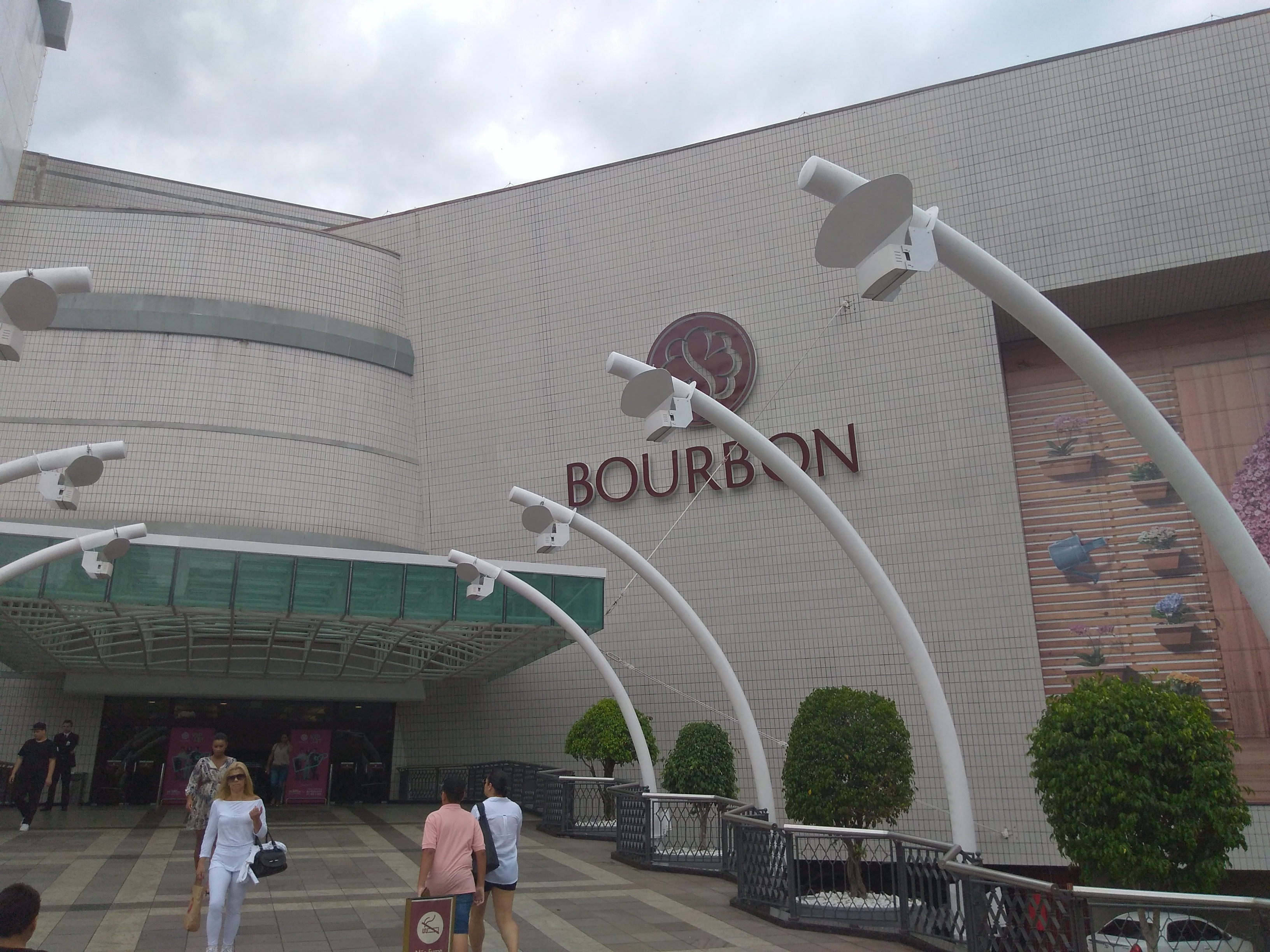
O Bourbon Country, um dos shopping centers do bairro.

Os nomes das ruas do loteamento do Jardim Europa prestam homenagens a pessoas importantes e conhecidas da sociedade gaúcha: a Avenida Ferdinand Kisslinger (1923-2003) foi nomeada em homenagem ao empresário romeno naturalizado brasileiro que foi presidente e fundador das Máquinas Condor S/A, da Isomonte S/A e depois da Condor Empreendimentos Imobiliários S.A; a Rua Carlos Contursi (1920-1998) homenageia o jornalista, repórter fotográfico e militante político que trabalhou sob os governos de Leonel Brizola, Sereno Chaise e Alceu Collares; e a Rua Dr. Helmuth Weinmann foi nomeada a partir do médico, docente de Histologia e Embriologia e sócio do Sindicato Médico do Rio Grande do Sul, sendo essa última rua também a que possuía, em 2022, o metro quadrado mais valorizado da cidade, R$ 17 mil, três vezes mais do que a média.
Em junho de 2020, durante a pandemia de COVID-19, o Jardim Europa foi então o bairro que concentrou o maior número de infectados, com 22 casos confirmados. O número foi atribuído a quatro motivos: o perfil das habitações (onde os condomínios oferecem estrutura de clube privativo); a proximidade a locais de aglomeração (dois shoppings centers); o perfil de renda dos moradores (que costumam viajar com frequência); e à sua baixa população (cerca de 3 mil habitantes), que desfavorece sua posição no cálculo.

### Características atuais
É considerado um dos bairros de maior poder aquisitivo da capital gaúcha, ao lado da Bela Vista e das Três Figueiras, bem como um dos bairros onde proprietários pagam o maior IPTU anualmente.
Abriga dois grandes centros de compras: o Shoppings Iguatemi e o Bourbon Country. Em seu meio, está localizado o Parque Germânia, uma homenagem à colonização alemã no Rio Grande do Sul.  O bairro é composto quase que exclusivamente por prédios residenciais de altíssimo padrão, chegando a ter unidades duplex e coberturas. Contíguos aos seus limites estão o Porto Alegre Country Club e o Hospital Banco de Olhos de Porto Alegre. 
Com uma população instruída, onde cerca de 75% dos jovens e adultos completaram o ensino médio, e com 99,2% de alfabetização no bairro, o Jardim Europa possui um dos maiores Índices de Desenvolvimento Humano (IDH) da cidade, atingindo 0,860, superando o índice de 0,805 de Porto Alegre.

## Limites

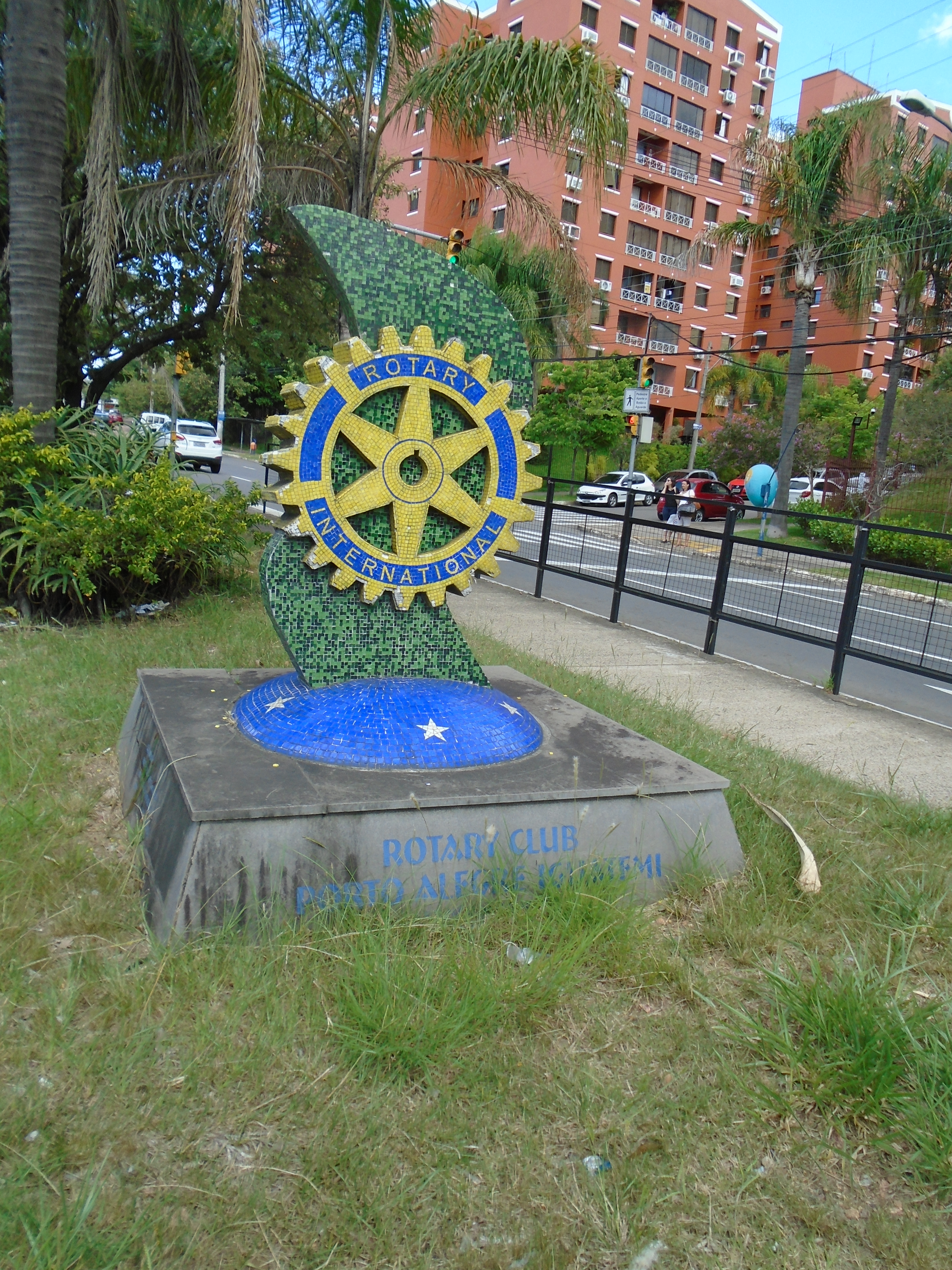
A Avenida Dr. Nilo Peçanha marca a divisão entre o Jardim Europa e a Chácara das Pedras.

Conforme Anexo XLI, da Lei nº 12.112, de 22 de agosto de 2016, os limites do Jardim Europa são: "ponto inicial e final: encontro da Avenida Doutor Nilo Peçanha com a Avenida João Wallig; desse ponto segue pela Avenida João Wallig até a Rua Cipó, por essa até a Rua Coronel Francisco Bittencourt, por essa até a Rua Dário Bittencourt, por essa até a Rua Padre Alois Kades S J, por essa até a Avenida Engenheiro Ary de Abreu Lima, por essa até a Rua Marcos Fichbein, por essa até a Rua Doutor Alberto Barbosa, por essa até a Avenida Doutor Nilo Peçanha, por essa até a Avenida João Wallig, ponto inicial".